# Carlos E. Cisneros
Carlos Eusebio Cisneros (Dolores, 14 de agosto de 1896-Buenos Aires, 3 de junio de 1970) fue un abogado, docente y político argentino. Desempeñó dos mandatos como diputado nacional, el primero entre 1936 y 1940 y el segundo entre 1940 y 1943 por la provincia de Buenos Aires, sin poder terminarlo a consecuencia del golpe de estado perpetrado el 4 de junio de 1943, en representación de su partido, la Unión Cívica Radical. Ejerció también como intendente de Bahía Blanca en 1928. Como profesional desarrollo su carrera principalmente en Bahía Blanca, siendo entre otras cosas abogado del Banco El Hogar Argentino y del Ferrocarril Sud de dicha localidad. 

## Biografía
Carlos E. Cisneros nació en Dolores en 1896, siendo hijo de Anselmo Bernardino y Dolores Cejas, vecinos de la zona de Dolores y Ayacucho. 
Cursó su educación secundaria en el Colegio Nacional de Buenos Aires. En 1917, se recibió de la Universidad de Buenos Aires como abogado con la tesis "Sucesiones en el Derecho Internacional Privado". Una vez completados sus estudios universitarios, Cisneros se marchó a vivir en Bahía Blanca, donde ejerció como profesor de secundaria de Historia de la Civilización en el Colegio Nacional de Bahía Blanca entre 1918 y 1936. 
Paralelamente a su trabajo en la docencia, Cisneros comenzó a participar en política dentro de la Unión Cívica Radical. En 1926 fue electo como concejal municipal del partido de Bahía Blanca, con mandato hasta 1928. En ese año de 1928, Cisneros asumió como intendente de la ciudad, tras las del Intendente Eduardo González y de su reemplazo Ramón Ayala Torales. Ejercería como intendente durante seis meses, entre los meses de julio y diciembre de 1928, de esta manera completando el mandato iniciado por González en 1926.
Dentro del radicalismo bahiense, Cisneros como el de Presidente del Comité de Bahía Blanca y representante de la provincia de Buenos Aires ante el Comité Nacional de la UCR. 
En 1936, Cisneros fue electo como diputado nacional por la Unión Cívica Radical, en representación de la provincia de Buenos Aires, cumpliendo su mandato en 1940, año en que fue reelecto en el cargo, pero que no pudo completar debido al golpe de estado perpetrado el 4 de junio de 1943. En esos tiempos, además de sus tareas como diputado nacional, Cisneros integró la Acción Argentina, organización que buscaba que la Argentina ingresara a la Segunda Guerra Mundial en el bando aliado. 
En la interna radical, Cisneros estaba vinculado al alvearismo, que posteriormente se transformó en el unionismo.
En 1945, ocupó un lugar como secretario en el Comité Nacional de la Unión Cívica Radical, desde donde apoyó fuertemente la conformación de la Unión Democrática. Cisneros fue el representante del radicalismo en la delegación de la UD. 